# Office Christmas Party
Office Christmas Party is een Amerikaanse komische kerstfilm uit 2016 van Josh Gordon en Will Speck met in de hoofdrollen onder meer Jason Bateman en Jennifer Aniston.

## Verhaal
Carol Vanstone (Jennifer Aniston) is CEO van Zenotek en haar broer, feestbeest Clay (T.J. Miller), werkt in een slecht lopend filiaal van dit bedrijf. Carol kondigt aan dit kantoor te willen sluiten, maar geeft het nog een laatste kans. Om een belangrijke potentiële klant binnen te halen en zo hun baan te redden, organiseren de medewerkers een groots kerstfeest, dat nogal uit de hand loopt.
| Acteur            | Personage      | Opmerkingen     |
| ----------------- | -------------- | --------------- |
| Jason Bateman     | Josh Parker    | CTO van Zenotek |
| Jennifer Aniston  | Carol Vanstone | CEO van Zenotek |
| T.J. Miller       | Clay Vanstone  | Carols broer    |
| Kate McKinnon     | Mary           |                 |
| Olivia Munn       | Tracey Hughes  |                 |
| Jamie Chung       | Meghan         |                 |
| Abbey Lee Kershaw | Savannah       |                 |
| Courtney B. Vance | Walter Davis   |                 |
| Jillian Bell      | Trina          |                 |
| Rob Corddry       | Jeremy         |                 |